# Tiro com arco nos Jogos Insulares de 2023
O torneio de tiro com arco nos Jogos Insulares de 2023 será realizado em Lé Vale, Guernsey, entre os dias 10 e 13 de julho. Serão realizados um total de quatorze eventos, entre individual masculino e feminino, equipes e disputa mista. As disputas ocorrerão no Guernsey Rovers A.C, localizado na região Port Soif, na paróquia de Lé Vale.

## Participantes
- Åland
- Alderney
- Bermuda
- Gotland
- Guernsey (Anfitrião)
- Ilha de Man
- Ilha de Wight
- Ilhas Faroé
- Ilhas Malvinas
- Ilhas Ocidentais
- Jersey
- Minorca
- Orkney
- Sark
- Shetland

## Medalhistas

### Masculino
| Evento                | Ouro | Prata | Bronze |
| --------------------- | ---- | ----- | ------ |
| Recurvo WA 1440       |      |       |        |
| Composto WA 1440      |      |       |        |
| Recurvo eliminatório  |      |       |        |
| Composto eliminatório |      |       |        |

### Feminino
| Evento                | Ouro | Prata | Bronze |
| --------------------- | ---- | ----- | ------ |
| Recurvo WA 1440       |      |       |        |
| Composto WA 1440      |      |       |        |
| Recurvo eliminatório  |      |       |        |
| Composto eliminatório |      |       |        |

### Equipe
| Evento                | Ouro | Prata | Bronze |
| --------------------- | ---- | ----- | ------ |
| Recurvo WA 1440       |      |       |        |
| Composto WA 1440      |      |       |        |
| Recurvo eliminatório  |      |       |        |
| Composto eliminatório |      |       |        |

### Misto
| Evento                | Ouro | Prata | Bronze |
| --------------------- | ---- | ----- | ------ |
| Recurvo eliminatório  |      |       |        |
| Composto eliminatório |      |       |        |